# 스티븐 스터커
스티븐 스터커(Stephen Stucker, 1947년 7월 2일 ~ 1986년 4월 13일)는 미국의 배우, 텔레비전 배우, 영화배우이다.
디모인에서 태어났으며 할리우드에서 사망하였다.

## 영화
- 그로잉 페인스 (1984년)
- 에어플레인 2 (1982년)
- 에어플레인 (1980년)
- 크랙킹 업 (1977년)